# Tribu congaree
Los Congaree  fueron un grupo de indígena amerindio que vivieron en lo que ahora es el centro de Carolina del Sur, en Estados Unidos, a lo largo del Río Congaree. Hablaban un dialecto distinto y no inteligible por los hablantes de lenguas siux, la lengua mayoritaria en el área.

## Lengua inclasificable
Primero los europeos y posteriormente los americanos creyeron que la lengua Congaree era de la familia siux, basándose en su localización geográfica y características similares a sus tribus vecinas, pero desde finales del siglo XX, los estudios han revelado que su lengua no tiene relación con la Siux, y que no se podían entender con sus vecino más próximos: los Wateree.

## Historia
Los Congaree vivían a lo largo de los ríos Santee y Congaree, al norte y al sur de la unión con el río Wateree, en el centro de Carolina del Sur. Ocupaban un territorio entre la tribu Wateree, más al norte que ellos, y la tribu Santee, más al sur que ellos.
En el siglo XVII, los colonos europeos ya estaban asentados en esta zona, y necesitaban esclavos. Algunas tribus indígenas capturan miembros de otras tribus para vendérselos a los colonos como esclavos. Fue el caso de los Congaree, que capturaron indígenas cherokee que vendían posteriormente.
En 1698, la mayoría de los Congaree murieron debido a una epidemia de viruela. El explorador John Lawson encontró supervivientes en 1701. Lawson describió sus pueblos grupos de una docena de casas, situados a orillas de arroyos que desaguaban en el río Santee.
Durante la guerra Tuscarora de 1711, los Congaree lucharon en el lado del colonizador inglés John Barnwell, quien hizo un censo de ellos contando 22 hombres y 70 mujeres y niños. Durante la guerra yamasee de 1715, se unieron a otras tribus y lucharon contra los colonos y los Cherokee en Carolina del Sur. La alianza indígena fue la perdedora en esta guerra, y algunos Congaree fueron apresados y enviados como esclavos a las Indias Occidentales. Los supervivientes emigraron hacia el norte y se unieron a la tribu Catawba.
De acuerdo con el etnógrafo James Mooney, "los Congaree eran individuos guapos y muy bien constituídos; las mujeres eran especialmente guapas".